# Kyrle Bellew
Harold Kyrle Money Bellew (28 de marzo de 1851 – 1  de septiembre de 1911), más comúnmente conocido como Kyrle Bellew, fue un actor teatral británico activo entre finales del siglo XIX e inicios del XX. Bellew fue conocido por trabajar junto a Cora Urquhart Brown-Potter en los años 1880 y 1890, siendo el protagonista masculino de muchas de las producciones teatrales en las que actuó la actriz. Además de actor, Bellew fue también rotulista, buscador de oro y ranchero, principalmente en Australia.

## Familia. Primeros años
Nacido en Prescot, Inglaterra, sus padres eran el Reverendo John Chippendale Montesquieu Bellew y Eva Maria Money. Se citan tres posibles años de nacimiento: 1850, 1855 y 1857. Bellew afirmaba, según propias palabras publicadas un año después de su muerte, que su madre le había explicado que él nació un jueves 28 de marzo entre 1845 y 1860.

### Familia Bellew
Bellew era el tercero de los cuatro hijos de la familia Bellew. Hermanos mayores que él eran Evelyn Montesquieu Gambier (nacido el 25 de octubre de 1847) y Eva Sibyl Bellew (nacida en octubre de 1848). Su hermana menor, Ida Percy Clare, nació el 17 de junio de 1852 en Calcuta, India.
Su madre, Eva Maria Money (nacida el 12 de junio de 1824) era la hija menor del Capitán Rowland Money, un oficial de la Royal Navy, y Mary Ann Tombs. Se casó en primeras nupcias con Henry Edmund Michell Palmer en 1843. Sin embargo, Palmer falleció a causa de la malaria en Madrás, India, en 1846. La joven viuda se casó entonces con John Chippendale Montesquieu Bellew el 27 de marzo de 1847. Por su parte, John Bellew había nacido en Lancashire el 3 de agosto de 1823, siendo sus padres Robert y Anne Maria Bellew Higgin. Bellew cambió su nombre por el de soltera de su madre en 1844, y fue ordenado religioso anglicano en 1848.

### Infancia en la India e Inglaterra

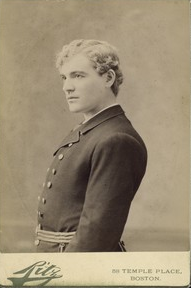
Bellew retratado por Ernest Ferdinand Ritz antes de 1890

A finales de 1851, el Reverendo Bellew fue asignado a la Catedral de San Juan, en Calcuta. Sin embargo, el matrimonio se separó en noviembre de 1853, divorciándose finalmente en 1855. John Bellew recibió la custodia de sus hijos, y dejó la India en 1855. A su vuelta a Inglaterra, la familia se asentó en el barrio de St Johns Wood, y en 1857 se mudaron a  Marylebone. John Bellew se casó con Emily Louisa Wilkinson en Dublín, Irlanda, el 23 de septiembre de 1861, y la familia residió en Bloomsbury desde 1862 a 1868. Kyrle Bellew se educó en la Lancaster Royal Grammar School y recibió lecciones de tutores privados, destacando en el aprendizaje de latín con Leslie Ward. Sin embargo, su vida familiar no era feliz, pues Kyrle Bellew no se llevaba bien con su madrastra y con su hermanastra, Maud Wilkinson. A principios de los años 1860 él intentó escaparse a ultramar para iniciar una nueva vida, aunque finalmente volvió a casa. A causa de todo ello, su padre accedió a que iniciara la carrera naval. Así, en 1866, Bellew fue enviado a entrenarse en el barco escuela HMS Conway, pasando dos años a bordo del buque.

## Carrera teatral

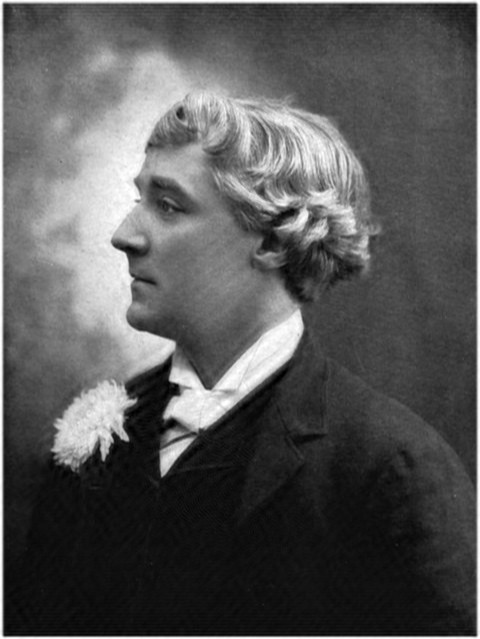
Bellow hacia 1885

Sin embargo, Bellew se dedicó a la actuación. Rubio y con imagen romántica, estaba destinado a los papeles melodramáticos y aventureros de la época. En los años 1880 y 1890 viajó en gira por todo el mundo acompañando a una famosa primera actriz, Cora Urquhart Brown-Potter, también conocida como Cora Brown Potter. La pareja representó obras shakespearianas y de otros géneros por los Estados Unidos y Australia. En Australia, antes de actuar,  Bellew fue minero, comprando probablemente una gran cantidad de terreno.
En 1888 Bellew empezó a dar lecciones de interpretación a Mrs. Leslie Carter, una figura de la alta sociedad, casada, y en 1889 el actor fue codemandado en el famoso proceso de divorcio de Mrs. Carter. Mediados los años 1880 él era un actor destacado y un tutor apropiado para Caroline Dudley, el nombre de nacimiento de Mrs. Carter. Pero para preparar a Dudley como actriz teatral había que pasar una gran cantidad de tiempo con ella, lejos de su marido. Finalmente, Mr. Carter sintió celos y sospechó sobre la atención que recibía su esposa, considerando a Bellew y a otros hombres como los amantes de su mujer.
En los últimos años de su vida, Bellew dedicó mucho tiempo a su propiedad minera en Australia, por lo que debía ausentarse largo tiempo de los Estados Unidos. Finalmente, al inicio del siglo XX continuó con su trabajo teatral en el circuito de Broadway, estrenando obras como Raffles the Amateur Cracksman. Además, encontró tiempo para dedicar a la incipiente industria cinematográfica, algo que en la época se consideraba por debajo de la categoría de un actor como él.
Kyrle Bellew falleció en 1911, a causa de una neumonía, en Salt Lake City, Utah, ciudad en la que había estado actuando en una obra titulada The Mollusc. Fue enterrado en el Cementerio St. Raymond, en el Bronx.

## Vida personal

### Eugénie Le Grande

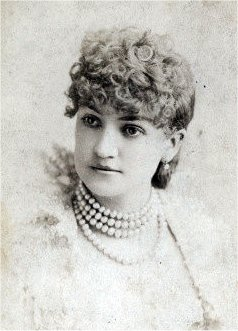
Eugenie Le Grande en los años 1880

Eugénie Marie Seraphié Le Grande fue una actriz teatral francesa nacida y educada en París, Francia. Primero se dedicó a actuar en el vodevil, pasando después al teatro shakespeariano en Londres, antes de mudarse a Australia. Le Grande viajó a Melbourne desde Londres en diciembre de 1872 en la compañía del destacado actor trágico Boothroyd Fairclough. Durante el viaje, el 15 de enero de 1873, dio a luz un niño.
Bellew se casó con Le Grande el 27 de octubre de 1873 en la Catedral de San Patricio de Melbourne bajo el nombre de Harold Dominick Bellew. Bellew y Le Grande se separaron a las pocas semanas de la boda, divorciándose formalmente el 16 de mayo de 1888. Le Grande habría tenido un hijo de Bellew, Cosmo Kyrle Bellew, cuyo año de nacimiento habría sido 1885, aunque los registros de la Primera Guerra Mundial afirman que nació el 23 de noviembre de1874. Aun así, no se menciona ningún hijo en los obituarios de Kyrle Bellew, Bellew was estranged from Le Grande following their wedding y la suerte del hijo anterior de Le Grande es desconocida.